# Episodi di Mister Ed, il mulo parlante (quarta stagione)
La quarta stagione della serie televisiva Mister Ed, il mulo parlante (Mister Ed) è andata in onda negli Stati Uniti dal 29 settembre 1963 al 17 maggio 1964 sulla CBS.
| nº | Titolo originale             | Prima TV USA      | Titolo italiano | Prima TV Italia |
| -- | ---------------------------- | ----------------- | --------------- | --------------- |
| 1  | Leo Durocher Meets Mister Ed | 29 settembre 1963 |                 |                 |
| 2  | Wilbur Post, Honorary Horse  | 6 ottobre 1963    |                 |                 |
| 3  | Ed Discovers America         | 13 ottobre 1963   |                 |                 |
| 4  | Patter of Little Hooves      | 20 ottobre 1963   |                 |                 |
| 5  | Be Kind to Humans            | 27 ottobre 1963   |                 |                 |
| 6  | Don't Laugh at Horses        | 3 novembre 1963   |                 |                 |
| 7  | Getting Ed's Goat            | 10 novembre 1963  |                 |                 |
| 8  | Oh, Those Hats!              | 17 novembre 1963  |                 |                 |
| 9  | Taller Than She              | 1º dicembre 1963  |                 |                 |
| 10 | Home Sweet Trailer           | 8 dicembre 1963   |                 |                 |
| 11 | Love Thy New Neighbor        | 15 dicembre 1963  |                 |                 |
| 12 | Ed's Christmas Story         | 22 dicembre 1963  |                 |                 |
| 13 | Ed Gets the Mumps            | 5 gennaio 1964    |                 |                 |
| 14 | Ed's Dentist                 | 12 gennaio 1964   |                 |                 |
| 15 | Ed the Shish Kebab           | 19 gennaio 1964   |                 |                 |
| 16 | Ed in the Peace Corps        | 2 febbraio 1964   |                 |                 |
| 17 | Ed the Desert Rat            | 16 febbraio 1964  |                 |                 |
| 18 | Ed the Donkey                | 23 febbraio 1964  |                 |                 |
| 19 | Ed Visits a Gypsy            | 1º marzo 1964     |                 |                 |
| 20 | Ol' Swayback                 | 8 marzo 1964      |                 |                 |
| 21 | Mae West Meets Mister Ed     | 22 marzo 1964     |                 |                 |
| 22 | Ed the Chauffeur             | 12 aprile 1964    |                 |                 |
| 23 | Ed the Musician              | 19 aprile 1964    |                 |                 |
| 24 | The Prowler                  | 26 aprile 1964    |                 |                 |
| 25 | Saddles and Gowns            | 3 maggio 1964     |                 |                 |
| 26 | Moko                         | 17 maggio 1964    |                 |                 |

## Leo Durocher Meets Mister Ed
- Prima televisiva: 29 settembre 1963
- Diretto da: Arthur Lubin
- Scritto da: Lou Derman, Michael Fessier

### Trama
- Guest star: Willie Davis (se stesso), John Roseboro (se stesso), Bill Skowron (se stesso), Sandy Koufax (se stesso), Vin Scully (annunciatore), Leo Durocher (se stesso)

## Wilbur Post, Honorary Horse
- Prima televisiva: 6 ottobre 1963
- Diretto da: Arthur Rubin
- Scritto da: Larry Rhine, Lou Derman

### Trama
- Guest star:

## Ed Discovers America
- Prima televisiva: 13 ottobre 1963
- Diretto da: Arthur Lubin
- Scritto da: Larry Rhine, Lou Derman

### Trama
- Guest star: Ray Kellogg (poliziotto), David Brandon (marinaio), Sharon Tate (marinaio), Ollie O'Toole (ragazza di Harper), Joseph Ruskin (Nobleman), Robert Nash (padre di Husband)

## Patter of Little Hooves
- Prima televisiva: 20 ottobre 1963
- Diretto da: Arthur Lubin
- Scritto da: Lou Derman, Larry Rhine

### Trama
- Guest star: Riza Royce (bibliotecario), Leo Fuchs (Rasmussen), Moyna MacGill (signora), Carolyn Morin (ragazza)

## Be Kind to Humans
- Prima televisiva: 27 ottobre 1963
- Diretto da: Arthur Lubin
- Scritto da: Larry Rhine, Lou Derman

### Trama
- Guest star: Barry Kelley (Carol), Frank J. Scannell (Duke), Kay E. Kuter (Toothpick)

## Don't Laugh at Horses
- Prima televisiva: 3 novembre 1963

### Trama
- Guest star:

## Getting Ed's Goat
- Prima televisiva: 10 novembre 1963
- Diretto da: Arthur Lubin
- Scritto da: Larry Rhine, Lou Derman

### Trama
- Guest star: Robert Foulk (Keeper), Robert Carson (Benson), Karen Norris (madre), Darby Hinton (ragazzino)

## Oh, Those Hats!
- Prima televisiva: 17 novembre 1963
- Diretto da: Arthur Lubin
- Scritto da: Lou Derman, Bill Davenport

### Trama
- Guest star: William Bakewell (Petrie), Lee Goodman (Salesman)

## Taller Than She
- Prima televisiva: 1º dicembre 1963
- Diretto da: Arthur Lubin
- Scritto da: Bill Davenport, Lou Derman

### Trama
- Guest star: Henry Corden (maniscalco), Herb Vigran (postino)

## Home Sweet Trailer
- Prima televisiva: 8 dicembre 1963
- Diretto da: Arthur Lubin

### Trama
- Guest star:

## Love Thy New Neighbor
- Prima televisiva: 15 dicembre 1963
- Diretto da: Arthur Lubin
- Scritto da: Bill Davenport, Lou Derman

### Trama
- Guest star: Sharon Tate (Operator)

## Ed's Christmas Story
- Prima televisiva: 22 dicembre 1963
- Diretto da: Arthur Lubin
- Scritto da: Bill Davenport, Lou Derman

### Trama
- Guest star: Florence MacMichael (Winnie Kirkwood), Gage Clarke (Mr. Hastings), Alan Roberts (fattorino)

## Ed Gets the Mumps
- Prima televisiva: 5 gennaio 1964
- Diretto da: Arthur Lubin
- Scritto da: Larry Rhine, Lou Derman

### Trama
- Guest star:

## Ed's Dentist
- Prima televisiva: 12 gennaio 1964
- Diretto da: Arthur Lubin
- Scritto da: Larry Rhine, Lou Derman

### Trama
- Guest star: Irwin Charone (capitano Verone), George N. Neise (dottor Jay Pearson)

## Ed the Shish Kebab
- Prima televisiva: 19 gennaio 1964
- Diretto da: Arthur Lubin
- Scritto da: Lou Derman, Stanley Adams

### Trama
- Guest star: Peter Leeds (Marty Bixby), Fatzi Dugan (cameriera), Harry Blackstone (se stesso), Beverly Wills (Judy Price)

## Ed in the Peace Corps
- Prima televisiva: 2 febbraio 1964
- Diretto da: Arthur Lubin
- Scritto da: Larry Rhine, Lou Derman

### Trama
- Guest star: Miyoshi Umeki (Ako), Hazel Shermet (Information Officer)

## Ed the Desert Rat
- Prima televisiva: 16 febbraio 1964
- Diretto da: Arthur Lubin

### Trama
- Guest star: June Whitley Taylor (Mimi Hilliard)

## Ed the Donkey
- Prima televisiva: 23 febbraio 1964
- Diretto da: Arthur Lubin
- Scritto da: Bill Davenport, Lou Derman

### Trama
- Guest star: Jay Ose (Sam Jones), George Petrie (dottor Jack Howard), Jeanne Rainer (Linda)

## Ed Visits a Gypsy
- Prima televisiva: 1º marzo 1964
- Diretto da: Arthur Lubin
- Scritto da: Lou Derman, Larry Rhine

### Trama
- Guest star: Belle Mitchell (Madame Zenda), Joseph Vitale (Zoltan)

## Ol' Swayback
- Prima televisiva: 8 marzo 1964
- Diretto da: Arthur Lubin
- Scritto da: Bill Davenport, Lou Derman

### Trama
- Guest star: Hazel Shermet (donna)

## Mae West Meets Mister Ed
- Prima televisiva: 22 marzo 1964

### Trama
- Guest star: Jacque Shelton (Groom), Roger Torrey (Groom), Nick Stewart (Charles), Mae West (se stessa)

## Ed the Chauffeur
- Prima televisiva: 12 aprile 1964

### Trama
- Guest star:

## Ed the Musician
- Prima televisiva: 19 aprile 1964

### Trama
- Guest star: Richard Deacon (dottor Strekel), Jack Albertson (Paul Fenton)

## The Prowler
- Prima televisiva: 26 aprile 1964

### Trama
- Guest star: Hugh Sanders (sergente Myers)

## Saddles and Gowns
- Prima televisiva: 3 maggio 1964

### Trama
- Guest star: Walter Reed (Maloney)

## Moko
- Prima televisiva: 17 maggio 1964

### Trama
- Guest star: Lela Bliss (Mrs. Bromley), Robert Barrat (generale Bromley), Helen Kleeb (Mrs. Chambers), John Hubbard (maggiore Collins), Joan Tabor (Gloria Laverne), Harry Hickox (Chambers)